# Książnice Wielkie
Książnice Wielkie – wieś w Polsce położona w województwie małopolskim, w powiecie proszowickim, w gminie Koszyce.

## Podział
| SIMC    | Nazwa         | Rodzaj    |
| ------- | ------------- | --------- |
| 0244676 | Doły          | część wsi |
| 0244682 | Parcela Dolna | część wsi |
| 0244699 | Parcela Górna | część wsi |
| 0244707 | Przedmieście  | część wsi |
| 0244713 | Stara Wieś    | część wsi |

## Historia i opis wsi
Pierwsze wzmianki o wsi i parafii książnickiej pochodzą z XII wieku. W kościele parafialnym w Książnicach Wielkich pod wezwaniem WNMP znajduje się zabytkowy gotycki ołtarz wykonany prawdopodobnie przez uczniów Wita Stwosza przy udziale samego mistrza. Jest on miniaturą ołtarza w Kościele Mariackim w Krakowie. Nieopodal Książnic Wielkich płynie jeden z dopływów Wisły – Szreniawa. Miejscowość słynie z uprawy wysokiej jakości tytoniu papierosowego. Dzięki znakomitym warunkom glebowym wieś posiada świetnie rozwinięte rolnictwo.
W Królestwie Polskim istniała gmina Książnice Wielkie. W latach 1954–1972 wieś należała i była siedzibą władz gromady Książnice. W latach 1975–1998 miejscowość administracyjnie należała do województwa kieleckiego.

### Archeologia
Początki osadnictwa na terenie Książnic Wielkich sięgają 6000 lat p.n.e. Dowodzą tego prowadzone na szeroką skalę w okresie międzywojennym wykopaliska archeologiczne. Odkryto wtedy cmentarzysko użytkowane przez członków dwóch kultur neolitycznych (kultura ceramiki sznurowej oraz kultura pucharów lejkowatych). Na cmentarzysku odnaleziono m.in. groby niszowe.

## Zabytki
- Kościół parafialny pw. Wniebowzięcia NMP – został wpisany do rejestru zabytków nieruchomych województwa małopolskiego[7].

## Urodzeni w Książnicach Wielkich
- Jan Gurda – polski duchowny rzymskokatolicki, biskup pomocniczy kielecki w latach 1972–1993.
- Kazimierz Gurda – polski duchowny rzymskokatolicki, doktor nauk teologicznych, rektor Wyższego Seminarium Duchownego w Kielcach w latach 1998–2005, biskup pomocniczy kielecki w latach 2005–2014, biskup diecezjalny siedlecki od 2014.
- Henryk Kupiszewski – polski znawca prawa rzymskiego, filozof i moralista, dyplomata.